# 4900 Maymelou
4900 Maymelou este un asteroid din centura principală, descoperit pe 16 iunie 1988 de Eleanor Helin.